# Zoltán Popovits

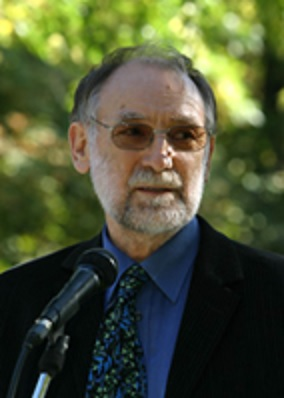
Zoltán Popovits.

Zoltán Popovits, född 17 mars 1940 i Eger, är en ungersk-finländsk konstnär. 
Efter studier vid University of Colorado och Kansas City Art Institute flyttade Popovits 1965 till Finland. Han studerade under där ett år vid Finlands konstakademis skola och deltog 1966 deltog för första gången i en utställning i Finland. Han arbetar både som bildhuggare i traditionell mening och som tillverkare av bland annat objekt och installationer. I Helsingfors har han utfört flera offentliga utsmyckningsarbeten, bland annat fontänskulpturgården i Forumkvarteret. Han har också arbetat med keramik och har verkat som lärare, bland annat i materialkunskap vid Konstindustriella högskolan 1979–1983. Som devis för sitt arbete har han angett "Att avlägsna onödigt och tillföra nödvändigt material".